# Klugham (Aschau am Inn)
Klugham ist ein Ortsteil der Gemeinde Aschau am Inn im oberbayerischen Landkreis Mühldorf am Inn.

## Geografische Lage
Das Dorf Klugham liegt südlich von Aschau auf einer Flussschotterterrasse am Nordufer des Inn. Unterhalb des Ortes wendet der Inn seinen Lauf in einer fast 90° starken Biegung nach Jettenbach. Bei Reit liegt eine Fährstelle, wo in alten Zeiten ein Fähre nach Jettenbach übersetzte. Ungefähr an der Stelle ist die heutige Innbrücke, welche die Brücke am Stauwerk von 1924 in den 1980er Jahren entlastet hat.

## Geschichte
Am linken (nördlichen) Innufer bei Klugham wurde ein frühbronzezeitliches Bronzeschwert gefunden.
Ein mit 80 Münzen ansehnlicher römischer Münzfund aus der Zeit der Alemanneneinfälle 268 n. Chr., deren Reihe mit Gallienus schließt, während Postumus darin nicht vertreten ist, wurde 1852 bei Klugham gemacht. Das weist auf eine lange Besiedlungsgeschichte Klughams hin. Der Fund befindet sich in der Archäologischen Staatssammlung München.
Die heutige Splittersiedlung am nördlichen Brückenkopf der Innkanalbrücke entstand nach 1945 auf den Fundamenten einer Kiesgewinnung, die durch den Kanalbau in unmittelbarer Nähe des Bauwerks eröffnet wurde. Das Kiesunternehmen Zimmermann hatte diese dort in den 1930er-Jahren für Siebanlagen errichtet.
Der ältere Gebäudebestand wurde aufgelassen, 1993 durch einen versetzten Ersatzbau erneuert und inzwischen fast vollständig abgetragen.

## Verkehr
Die Gemeindeverbindungsstraße von Aschau nach Jettenbach führt an der ursprünglichen Hofstelle Klugham vorüber.
1876 wurde die Bahnstrecke Mühldorf–Rosenheim tangential über die Hofflur von Klugham gebaut und zerschnitt diese in zwei Teile. Bekanntheit erlangte Klugham Ende der 1970er-Jahre, als die Deutsche Bundesbahn bei Klugham vor der Eisenbahnbrücke über den Inn einen Haltepunkt einrichtete, nachdem die Brücke wegen Baufälligkeit für den Bahnverkehr gesperrt werden musste. Die Reisenden mussten die Brücke zu Fuß überqueren und konnten auf der anderen Seite der Brücke bei Jettenbach in den dort wartenden Zug wieder einsteigen.